# Ташьялуд
Ташьялуд — упразднённая в 1969 году деревня в Ярском районе Республики Удмуртия Российской Федерации.

## Название
Название деревни произошло от удмуртского таш-таш (плотный) и луд (поле) — связано со свойством почвы быстро твердеть после дождя.

## География
Ташьялуд находился на левом и правом берегах реки Чура (левого притока реки Лекма).

## История
В 1888 году у деревни Ташьялуд крестьянин Г. Веретенников нашёл клад из 242 монет и 4 браслетов. Впервые этот клад описан А. А. Спицыным как Ташьялудский клад. Найденные ценности датируются XIII—XIV веками.
В 1957 году деревня входила в Уканский сельсовет.
В 1969 году деревня Ташьялуд исключена с учёта.

## Население
К 1961 году в деревне проживало 11 человек

## Достопримечательности
В 2005 году на месте деревни установлен памятник бывшим жителям — участникам Великой Отечественной войны.